# Esquirol de muntanya de Palawan
L'esquirol de muntanya de Palawan (Sundasciurus rabori) és una espècie de rosegador de la família dels esciúrids. És endèmic de l'illa de Palawan (Filipines), on viu a altituds d'entre 1.100 i 1.300 msnm. El seu hàbitat natural són els boscos primaris de montà dominats per roures. És una espècie en risc mínim, és a dir, no sembla que hi hagi cap amenaça significativa per a la seva supervivència.
Fou anomenat en honor del zoòleg i ecologista filipí Dioscoro Rabor.